# Premierzy Gabonu
| Osoba                                                              | Osoba   | Osoba                                   | Kadencja         | Kadencja         | Partia polityczna             |
| #                                                                  | Portret | Imię i Nazwisko                         | Od               | Do               | Partia polityczna             |
| ------------------------------------------------------------------ | ------- | --------------------------------------- | ---------------- | ---------------- | ----------------------------- |
| Republika Gabonu                                                   |         |                                         |                  |                  |                               |
| 1                                                                  |         | Léon M’ba (1902–1967)                   | 17 sierpnia 1960 | 21 lutego 1961   | Gaboński Blok Demokratyczny   |
| urząd zniesiony 21 lutego 1961-16 kwietnia 1975                    |         |                                         |                  |                  |                               |
| 2                                                                  |         | Léon Mébiame (1934–2015)                | 16 kwietnia 1975 | 3 maja 1990      | Gabońska Partia Demokratyczna |
| 3                                                                  |         | Casimir Oyé-Mba (1942–2021)             | 3 maja 1990      | 2 listopada 1994 | bezpartyjny                   |
| 4                                                                  |         | Paulin Obame-Nguema (1934–2023)         | 2 listopada 1994 | 23 stycznia 1999 | Gabońska Partia Demokratyczna |
| 5                                                                  |         | Jean-François Ntoutoume Emane (1939–)   | 23 stycznia 1999 | 20 stycznia 2006 | Gabońska Partia Demokratyczna |
| 6                                                                  |         | Jean-Eyeghe Ndong (1946–)               | 20 stycznia 2006 | 17 lipca 2009    | Gabońska Partia Demokratyczna |
| 7                                                                  |         | Paul Biyoghé Mba (1953–)                | 17 lipca 2009    | 27 lutego 2012   | Gabońska Partia Demokratyczna |
| 8                                                                  |         | Raymond Ndong Sima (1955–)              | 27 lutego 2012   | 27 stycznia 2014 | Gabońska Partia Demokratyczna |
| 9                                                                  |         | Daniel Ona Ondo (1945–)                 | 27 stycznia 2014 | 29 września 2016 | Gabońska Partia Demokratyczna |
| 10                                                                 |         | Emmanuel Issoze-Ngondet (1961–2020)     | 29 września 2016 | 12 stycznia 2019 | Gabońska Partia Demokratyczna |
| 11                                                                 |         | Julien Nkoghe Bekale (1958–)            | 12 stycznia 2019 | 16 lipca 2020    | Gabońska Partia Demokratyczna |
| 12                                                                 |         | Rose Christiane Ossouka Raponda (1964–) | 16 lipca 2020    | 9 stycznia 2023  | Gabońska Partia Demokratyczna |
| 13                                                                 |         | Alain Claude Bilie By Nze (1967–)       | 9 stycznia 2023  | 30 sierpnia 2023 | Gabońska Partia Demokratyczna |
| od 30 sierpnia do 7 września 2023 wakat spowodowany zamachem stanu |         |                                         |                  |                  |                               |
| 14                                                                 |         | Raymond Ndong Sima (1955–)              | 7 września 2023  | 4 maja 2025      | bezpartyjny                   |
| urząd zniesiony 4 maja 2025 roku                                   |         |                                         |                  |                  |                               |